# Michael Collins
Michael John ("Mick") Collins (16 tháng 10 năm 1890 – 22 tháng 8 năm 1922) là một thủ lĩnh cách mạng Ireland, Bộ trưởng bộ Tài chính thuộc Nghị viện Ireland lần thứ nhất năm 1919, Cục trưởng cục tình báo của IRA, thành viên phái đoàn đàm phán ký kết Hiệp định Anh-Ireland với tư cách là Chủ tịch Chính phủ lâm thời và tổng chỉ huy Quân đội Quốc gia Ireland.
Ông bị bắn chết tháng 8 năm 1922 trong cuộc Nội chiến Ireland. Hầu hết các đảng phái chính trị Ireland nhìn nhận cống hiến của ông trong việc dựng nên nước Ireland, đặc biệt là người của đảng Fine Gael hết sức trân trọng kỷ niệm về ông, coi ông là người khai sinh phong trào của họ.

## Thời tuổi trẻ
Sinh ra tại Sam's Cross, phía tây Cork, Ireland, Collins là con trai thứ ba và là con út trong gia đình gồm tám người con. Mặc dù hầu hết tiểu sử ghi ngày sinh của ông là 16 tháng 10 năm 1890, bia mộ ông ghi ngày sinh là 12 tháng 10 năm 1890.
Cha của ông cũng mang tên Michael Collins, nguyên là thành viên của phong trào cộng hòa Fenian (tức Huynh đệ Cộng hòa Ireland), nhưng về sau rời bỏ phong trào và sinh sống bằng nghề nông. Ông Collins bố khi đã 60 tuổi mới cưới cô Marianne O'Brien, 23 tuổi. Khi Michael mới lên 6 tuổi thì cha ông qua đời.
Collins khi còn nhỏ đã tỏ ra thông minh, khôn trước tuổi, tính tình nóng nảy và có tình yêu tổ quốc nồng nàn, do được khích lệ bởi người thợ rèn trong vùng, ông James Santry, và về sau, tại trường Lisavaird, bởi ông hiệu trưởng Denis Lyons, thành viên của Huynh đệ Cộng hòa Ireland (tức IRB, tổ chức mà sau này Collins sẽ lãnh dạo). Collins có vóc người cao lớn, vạm vỡ, thích chơi thể thao, nhưng điều đó không ảnh hưởng đến sự phát triển trí tuệ cũng như những năng khiếu phi thường của ông.
Sau khi rời trường học, Michael khi đó 15 tuổi, tiếp bước rất nhiều người Ireland, đặc biệt là người vùng Clonakilty chuyển đến London. Khi ở London ông sống với chị gái Johanna ("Hannie") và đứa cháu Daniel.
Tháng 2 năm 1906, Collins tham gia thi British Civil Service, và (để trúng tuyển) ông ca ngợi "Đế chế vĩ đại nhất"; ông được tuyển vào làm trong sở bưu điện từ tháng 7 năm 1906.
Ông tham gia Hiệp hội Thể thao Gaelic và thông qua đó, tuyên thệ gia nhập Huynh đệ Cộng hòa Ireland - IRB, một hội kín đấu tranh cho sự giải phóng Ireland. Ông Sam Maguire, một người cộng hòa thuộc Giáo hội Ireland từ Dunmanway, hạt Cork, giới thiệu Collins khi đó mới 19 tuổi với IRB. Về sau, ông sẽ đóng vai trò then chố trong tổ chức này.

## Cuộc nổi dậy dịp lễ Phục sinh
Michael Collins được biết đến lần đầu tiên trong cuộc nổi dậy trong dịp lễ Phục sinh năm 1916. Vì có tài tổ chức và rất thông minh, ông được đánh giá rất cao trong tổ chức IRB, đến mức ông được giao nhiệm vụ cố vấn tài chính cho ông George Noble Plunkett (tức Bá tước Plunkett), cha đẻ của người tổ chức cuộc nổi dậy Lễ Phục sinh, Joseph Mary Plunkett, người mà sau này Collins sẽ trở thành tùy viên.
Khi cuộc nổi dậy bắt đầu vào ngày Thứ Hai lễ Phục sinh năm 1916, ông chiến đấu bên Patrick Pearse và những người khác tại Tổng cục Bưu điện Dublin. Cuộc nổi dậy (như đã được dự đoán) thất bại thảm hại về mặt quân sự. Trong khi nhiều người vui mừng rằng cuối cùng thì khởi nghĩa cũng đã nổ ra, vì tin vào lý thuyết của Pearse về sự "hy sinh máu" (nghĩa là cái chết của những người lãnh đạo cuộc nổi dậy sẽ thôi thúc những người khác), Collins kịch liệt đả kích cái mà ông cho là sự nghiệp dư, tính tài tử, cụ thể là việc chiếm những vị trí không thể phòng thủ được và rất nguy hiểm, như công viên St Stephen's Green, gần như không thể rút lui và rất khó để tiếp viện. (Trong cuộc chiến giành độc lập, ông tránh các chiến thuật khiến mình biến thành "bia đạn", tổ chức chiến sĩ của mình thành các "toán quân chớp nhoáng", hay "đội quân bay", tiến hành cuộc chiến tranh du kích chống lại quân Anh, tấn công chớp nhoáng và rút lui nhanh chóng, giảm thiểu thương vong và tăng tối đa hiệu quả).
Collins cũng như nhiều người tham gia nổi dậy khác bị bắt giữ, suýt nữa thì bị đem ra giá treo cổ, và cuối cùng bị giam ở nhà tù Frongoch. Tại đó, như những người cùng thời vẫn trông đợi, tài năng lãnh đạo của ông bắt đầu bộc lộ. Tới khi có cuộc Tổng ân xá, Collins đã trở thành một nhà lãnh đạo của Sinn Féin, một đảng Quốc gia Ireland mà chính quyền Anh và giới truyền thông Ireland nhầm tưởng là tổ chức cuộc nổi dậy. Đảng này nhanh chóng bị xâm nhập bởi những người sống sót sau cuộc nổi dậy, nên bị mang "tiếng xấu". Tới tháng 10 năm 1917, bằng tài năng và sự khéo léo của mình, Collins đã vươn lên hàng ngũ lãnh đạo của Sinn Féin và trưởng ban tổ chức Quân tình nguyện Ireland; với Éamon de Valera là chủ tịch của cả hai tổ chức này.
Nhiệm vụ đầu tiên mà Collins đảm nhiệm sau khi được thả là làm việc trong tổ chức Amalgamated National Aid Association, một tổ chức chuyên cứu trợ cô nhi, quả phụ, và những người thân sống nhờ vào những người hy sinh hoặc bị giam cầm trong cuộc nổi dậy. Trong khi làm nhiệm vụ đó, Collins thiết lập nhiều mối quan hệ mà về sau tỏ ra hết sức hữu ích. Tháng 2 năm 1917, Collins trở thành thành viên ban lãnh đạo Hội đồng tối cao IRB - Huynh đệ Cộng hòa Ireland, và không lâu sau đó, thư ký tổ chức.
Ngày 3 tháng 4 năm 1918, Collins bị bắt giữ tại Dublin vì một bài diễn thuyết tại hạt Longford. Collins đóng tiền tại ngoại rồi bỏ trốn. Trong suốt thời gian 3 năm sau đó, ông là người bị tầm nã gay gắt nhất trên toàn Ireland.

## Nghị viện Ireland lần thứ nhất
Cũng như tất cả các thành viên cao cấp của Sinn Féin, Michael Collins được chỉ định ra ứng cử một ghế trong cuộc tổng tuyển cử tại Vương Quốc Anh năm để chọn ra các Nghị sĩ Ireland cho Hạ Nghị viện Anh tại London. Và cũng như đại bộ phận những thành viên khác, Collins trúng cử, trở thành Nghị sĩ cho vùng Nam Cork. Trong cuộc tuyển cử, đảng Sinn Fein Party giành được 73 ghế, đảng Unionist (gồm những người thuộc miền bắc Ireland muốn tiếp tục là một bộ phận của Vương Quốc Anh) được 26 ghế, và đảng Irish Parliamentary (Nghị viện Ireland), vốn vẫn chiếm ưu thế tại Ireland, chỉ được 6 ghế. Tuy nhiên, không như các đối thủ của họ trong đảng Nghị viện Ireland, các Nghị sĩ thuộc Sinn Féin tuyên bố họ sẽ không đến họp tại Westminster, Anh, mà sẽ thiết lập Nghị viện Ireland tại Dublin. Nghị viện này được gọi là Dáil Éireann (nghĩa là "Đại hội", hay "Nghị viện" Ireland), phiên họp đầu tiên của Nghị viện diễn ra ở tòa nhà Mansion House, tại Dublin ngày 21 tháng 1 năm 1919.
Vì họ trên thực tế dựng nên một chính phủ riêng biệt, nên người Anh xem hành động này là tội phản quốc. De Valera và các Nghị sĩ lãnh đạo Sinn Féin bị bắt giữ. Collins do được báo trước từ mạng lưới tình báo của mình nên biết trước kế hoạch bắt giữ các thành viên Nghị viện và cảnh báo họ. Tuy nhiên De Valera thuyết phục các Nghị sĩ khác lờ đi lời cảnh báo này, vì cho rằng nếu như cuộc bắt bớ diễn ra, nó sẽ là một con bài tuyên truyền chính trị đắc lực, đến mức chỉ sau khi các thành viên lãnh đạo đã bị bắt hết, họ mới nhận ra rằng có quá ít người còn sót lại để có thể vận động đắc lực giới truyền thông. Trong thời gian de Valera vắng mặt, Cathal Brugha được bầu làm Príomh Aire (nghĩa là thủ tướng, nhưng thường được dịch là "Chủ tịch Dáil Éireann"), cho tới khi Collins tổ chức đánh tháo de Valera khỏi nhà tù Lincoln tháng 4 năm 1919.
Mùa hè năm 1919, Collins được chỉ định làm chủ tịch IRB (và như vậy, trong học thuyết của tổ chức này, là Tổng thống "hợp pháp" của Cộng hòa Ireland). Tháng 9, ông được cử làm Cục trưởng cục tình báo của Quân đội Cộng hòa Ireland, vốn là tổ chứ Quân tình nguyện Ireland (tên gọi biểu thị tuyên bố của tổ chức là quân đội của Cộng hòa Ireland được phê chuẩn vào tháng 1 năm 1919). Cuộc chiến tranh giành độc lập cho Ireland trên thực tế nổ ra vào cùng ngày phiên họp đầu tiên của Nghị viện diễn ra, khi hai cảnh sát canh gác một kiện chất nổ bị quân tình nguyện IRA bắn chết tại Soloheadbeg, hạt Tipperary, Ireland.

## Bộ trưởng Tài chính
Năm 1919, dù đã rất bận rộn, de Valera phân công Collins nhận thêm trách nhiệm của bộ Aireacht làm Bộ trưởng Tài chính. Rất dễ hiểu là trong hoàn cảnh chiến tranh khốc liệt, các bộ trưởng luôn có thể bị bắt hay bị giết bởi lực lượng Cảnh sát Hoàng gia Ireland, hay Quân đội Anh, hay lực lượng Đen và Nâu hoặc lực lượng Auxiliary Division (cảnh sát bán vũ trang) bất kỳ lúc nào, phần lớn các bộ chỉ tồn tại trên giấy tờ, hoặc chỉ gồm một hoặc hai người làm việc trong một căn phòng ở một tư gia nào đó.
Tuy nhiên với Collins, khi điều hành bộ Tài chính đã có thể phát hành một số lượng lớn công trái dưới dạng "Nợ Quốc gia" để cung cấp tiền bạc cho nước Cộng hòa Ireland non trẻ. Uy tín của ông lớn đến mức thậm chí Lenin cũng biết đến khoản công trái quốc gia đặc biệt này và cử đại diện đên Dublin để vay một số tiền từ Cộng hòa Ireland để trang trải cho nước Cộng hòa Nga, dùng một số Châu báu Hoàng gia Nga như vật thế chấp (số châu báu này được giữ trong Kho bạc Dublin, bị tất cả những bên có liên quan quên lãng, cho tới tận những năm 1930, khi người ta tình cờ tìm thấy chúng).
Nhìn lại, khối lượng công việc cũng như các thành quả mà ông đạt được hết sức to lớn. Từ việc lập ra đội ám sát đặc biệt Mười hai Tông đồ để tiêu diệt các nhân viên phản gián Anh cho tới việc thu xếp "Nợ Quốc gia"; từ việc điều hành hiệu quả IRA khi de Valera công du và ở lại Hoa Kỳ trong một thời gian dài; đến tổ chức các chiến dịch nhập lậu vũ khí; Collins gần như một tay điều hành cuộc cách mạng.

## Chiến tranh giành độc lập cho Ireland
Collins và Richard Mulcahy là hai nhân vật trọng yếu trong việc tổ chức Quân đội Cộng hòa Ireland, họ đã có thể định hướng thống nhất hoạt động của các nhóm du kích tản mác ở nhiều địa phương khác nhau. Collins thường được cho là người lập nên các "phân đội bay" gồm các du kích quân IRA trong cuộc chiến, dù rằng có lẽ Collins không phải là sáng lập viên duy nhất. Ông đóng vai trò nổi bật trong việc lập nên các phân đội này, nhưng nhà tổ chức chính có lẽ là Dick McKee, về sau bị quân Anh xử tử để trả đũa cho vụ ngày chủ nhật đẫm máu (1920). Thêm vào đó, một phần lớn các hoạt động của được các chỉ huy địa phương chủ động tiến hành, với chiến thuật và chiến lược chung được vạch ra bởi Collins hoặc Mulcahy.
Tới năm 1920, khi ông được 30 tuổi, nhà chức trách Anh treo giá £10.000 (một khoản tiền lớn trong những năm 1920) cho thông tin giúp bắt giữ hoặc giết chết ông. Tiếng tăm của ông vượt lên trên cả phong trào của IRA khiến ông được mệnh danh "The Big Fellow" - tức Ông lớn, hay Anh lớn.
Mặc dù có quân chính quy Anh đóng ở Ireland khi đó, người Anh sử dụng chủ yếu lực lượng Cảnh sát Hoàng gia Ireland (RIC), và Cảnh sát Đô thị Dublin (DMP) để kiểm soát Ireland. Lực lượng RIC là lực lượng bán vũ trang, trang bị súng trường, đóng trong đồn, có gián điệp và chỉ điểm trong tất cả các làng mạc và thị trấn trên toàn Ireland. Điều đáng ngạc nhiên là lực lượng RIC bao gồm chủ yếu là người Công giáo Ireland. Lực lượng DMP có 7 phân cục. Phân cục A-D hoạt động tại Dublin, phân cục E-F hoạt động ở ngoài phạm vi thành phố, phân cục G là phân cục tình báo, bao gồm các công an mật.
Đêm ngày 7 tháng 4 năm 1919, Collins được sự giúp đỡ của một trong các điệp viên trong mạng lưới của mình, đột nhập vào Bộ chỉ huy phân cục G và trong đêm đó tìm hiểu các tài liệu tối mật. Sau khi xem xét các tài liệu này, Collins nhận ra rằng chìa khóa để đánh bại người Anh nằm ở chỗ làm tê liệt mạng lưới tình báo của họ. Ông viết rằng người Anh có thể thay thế mỗi binh sĩ bị giết, nhưng không có mạng lưới gián điệp, người Anh không thể làm được bất kỳ việc gì. Ông cũng nhận ra rằng các gián điệp không nhiệt tình thay thế vị trí một gián điệp khác bị giết, và dù cho người Anh có thể tìm được người thay thế, người mới này không thể bù đắp được kinh nghiệm của người cũ. Do vậy, Collins bắt đầu cuộc tấn công dai dẳng và có hệ thống vào cả lực lượng RIC và phân cục G.
Để đối đầu với lực lượng RIC, Collins sử dụng các "phân đội bay" IRA, đó là các toán du kích nhỏ, vũ trang nghèo nàn, nhưng rất cơ động, thường không quá 30 người. Ngày 20 tháng 4 năm 1919, IRA tổ chức cuộc đột kích đầu tiên vào doanh trại của RIC để cướp súng đạn. Trong những tháng tiếp theo, IRA tăng cường hoạt động tấn công vào RIC. Kết quả là RIC phải rời bỏ các đồn nhỏ, binh lính được thuyên chuyển đến các doanh trại lớn hơn ở các thành phố và thị trấn, nhường lại quyền kiểm soát vùng nông thôn cho IRA.
Để đối phó với phân cục G, tháng 7 năm 1919 Collins tổ chức một nhóm nhỏ những thanh niên tình nguyện, thuộc Cục tình báo IRA, được biết đến với bí danh Tiểu đội, với nhiệm vụ ám sát những thám tử và nhân viên tình báo của Anh. Thông thường Tiểu đội gửi đến người bị chọn làm mục tiêu một cảnh báo, và nếu như mục tiêu đáp lại bằng cách thực hiện nhiệm vụ của mình kém hiệu quả, thì họ sẽ được tha mạng. Những người phớt lờ cảnh cáo thường bị xử tử. Người đầu tiên bị Tiểu đội giết là Thượng sỹ Patrick Smith, người đã lờ đi cảnh cáo vài lần, trước khi bị giết ngày 30 tháng 7 năm 1919.
Người Anh trả đũa bằng cách đàn áp dữ hơn, họ ra lệnh cấm Sinn Fein vào tháng 8 năm 1919, và đặt Quốc hội Ireland ra ngoài vòng pháp luật vào tháng sau. Kết quả là Dail chỉ họp mặt đúng một lần trong năm sau đó. Ngày 12 tháng 9, Cảnh sát Dublin tấn công trụ sở Sinn Fein. Collins đang có mặt khi đó may mắn trốn thoát vì cảnh sát không biết mặt ông. Để trả đũa cho cuộc đột kích, Collins ra lệnh cho Tiểu đội hạ sát một chỉ huy cuộc đột kích, thám tử Daniel Hoey, ngay trong đêm đó. Do các cuộc tấn công của IRA, nhiều thành viên của RIC và DMP xin nghỉ hưu non, trong khi nhiều người khác miễn cưỡng trông thấy khi thi hành nhiệm vụ. Thêm vào đó, việc tuyển quân của RIC trở nên hết sức khó khăn.
Để vãn hồi trật tự, người Anh gửi thêm tiếp viện. Đơn vị đầu tiên, được biết đến với tên Đen và Nâu (do màu đồng phục của họ), đến Ireland ngày 25 tháng 3 năm 1920. Tới tháng 9, người Anh gửi thêm 1.500 cựu binh sĩ quan Anh, được biết đến với tên Auxiliary Cadets hay Auxies, để giúp sức lực lượng Đen và Nâu trong cuộc chiến tranh du kích. Dù rằng khó mà biết được chính xác quân số, đa phần sử gia cho rằng tại đỉnh điểm cuộc xung đột, IRA chỉ có chừng 3000 thành viên thường trực, chống lại hơn 50.000 binh lính Anh, 15.000 quân Đen và Nâu, 10.000 cảnh sát RIC và 1.500 quân Auxiliaries. Hơn nữa, ngay tại hạt Cork, địa bàn mạnh nhất của IRA, họ cũng chỉ có chừng 300 quân thường trực, chống lại hơn 12.500 quân Anh (chừng 11.000 lính, 1.150 quân Đen và Nâu, và 540 quân Auxies).
Điều mà Collins khiến người Anh lo ngại nhất là sự không khoan nhượng và những thành công trong việc truy đuổi kẻ thù. Ví như, khi những người Ireland bị bắt giữ trong cuộc nổi dậy Lễ Phục sinh, Collins thấy một sĩ quan Anh, Lea Wilson, đánh đập tù nhân, trong đó có cả thủ lĩnh lớn tuổi nhất của họ, ông Thomas Clarke, khi đó 58 tuổi. Collins ghi nhớ và thề sẽ trả thù. Tháng 6 năm 1920, hơn 4 năm sau cuộc nổi dậy, Collins được tin là Wilson đang làm thanh tra cấp quận của RIC tại Gorey, một thị trấn nhỏ ở hạt Wexford. Ngày 15 tháng 6, Collins hạ lệnh xử tử Wilson. Một ủy viên cấp quận khác của RIC, Ferguson Smyth, cổ vũ chính sách bắn bỏ tại chỗ thành viên của IRA. Ủy viên Smith bị theo dõi và bắn chết ngày 18 tháng 7. Khi Huân tước Thị trưởng Cork, Tomas MacCurtain, người cũng là chỉ huy trưởng Lữ đoàn 1 tại Cork của IRA, bị người Anh giết chết ngày 20 tháng 3 năm 1920, Collins được biết là Thanh tra cấp quận của RIC Oswald Ross Swanzy là một trong những người phải chịu trách nhiệm. Để bảo vệ Swanzy khỏi sự trả thù của IRA, người Anh thuyên chuyển Swanzy từ Cork, là vùng tận cực nam của Ireland, tới Lisburn ở phía bắc. Tuy nhiên, mạng lưới gián điệp của Collins tìm ra Swanzy và một toán đặc nhiệm được gửi đi để hạ sát ông ta. Ngày 22 tháng 8, khi Swanzy vừa từ nhà thờ bước ra thì bị bắn chết.
Cuộc tấn công gây tổn thất lớn nhất cho người Anh diễn ra ngày 21 tháng 11 năm 1920. Cuối năm đó, người Anh gửi rất nhiều nhân viên phản gián sang Dublin để tìm cách xâm nhập vào bộ chỉ huy IRA để bắt hoặc giết Collins. Những nhân viên tình báo đó được biết đến với tên gọi "nhóm Cairo" vì họ trước đó hoạt động tại Cairo, Ai-Cập (một thuyết khác là do họ thường tụ tập ở quán cà phê Cairo Cafe tại Dublin). Dựa vào mạng lưới tình báo của mình, Collins biết được kế hoạch đó, đồng thời xác định được danh tính của nhiều nhân viên tình báo Anh. Một khi họ đã bị nhận diện, Collins cho hạ thủ trước. Sáng Chủ nhật ngày 21 tháng 11, Tiểu đội đồng loạt ra tay trên toàn Dublin, và theo nhiều nguồn khác nhau thuật lại, giết chết ít nhất 13, và có thể lên đến 20 điệp viên hoặc binh sĩ Anh. Một trong các thành viên tham gia chiến dịch là Sean Lemass, người sau này là Thủ tướng Ireland.
Để trả đũa, quân Anh bắn vào một đám đông khán giả đang xem trận đấu bóng tại công viên Croke Park ở Dublin ngay trong ngày hôm đó, khiến 13 khán giả và một cầu thủ bị chết. Sự kiện đó được ghi lại trong lịch sử Ireland như Ngày chủ nhật đẫm máu. Collins về sau ghi lại sự kiện đó như sau: "với bản thân tôi, lương tâm tôi thanh thản. Không có gì sai trái trong việc truy tìm và tiêu diệt bọn điệp viên và chỉ điểm trong chiến tranh. Bọn chúng giết chóc không cần xét xử. Bọn chúng gieo gió thì tôi trả lại cho chúng bão".
Sáu ngày sau, Arthur Griffith, khi đó đang là chủ tịch Nghị viện bị bắt, và Collins trở thành quyền Chủ tịch Nghị viện, cũng như bộ trưởng bộ Tài chính và Chủ tịch IRB, cục trưởng Cục tình báo, Chủ tịch và đồng thời là tướng Tổng chỉ huy phó IRA.
Tới tháng 12, quân Anh đánh tiếng muốn tìm kiếm giải pháp hòa bình cho vấn đề Ireland. Tuy nhiên ngày 17 tháng 12, quân Anh nhất định đòi IRA phải nộp vũ khí trước khi cuộc thương thảo có thể bắt đầu; Collins từ chối yêu sách đó.
Trong cuộc chiến, Collins rất nhiều lần thoát hiểm, điều đó làm tăng thêm huyền thoại bao quanh ông. Vài lần, cơ sở của ông bị bố ráp, ông chỉ kịp chạy thoát bằng cách chạy ra cửa sau hoặc trèo lên mái nhà. Vài lần khác, ông bị chặn lại hỏi giấy tờ, nhưng quân Anh không nhận được mặt ông, chủ yếu là vì họ không có được một bức chân dung nào của ông ra hồn. Một phần thành công khác là do sự táo gan của ông, rất nhiều lần, ông ra tận nơi quân Anh đang lập trạm kiểm soát để hỏi xem chuyện gì đang diễn ra. Dù rằng ông là người bị truy nã gay gắt nhất trên đất Ireland, ông không bao giờ mặc đồ giả trang. Thông thường, ông mặc giống như một thương gia, diện áo vest và đeo caravat, đi xe đạp trên đường phố Dublin. Collins cũng dựa vào mạng lưới tình báo và bạn bè rộng khắp của mình cũng như sự không khoan nhượng nổi danh của mình để thoát hiểm. Đa phần người Ireland ủng hộ ông, số người không ủng hộ ông cũng không dám chỉ điểm, vì họ biết rằng họ sẽ không được tha mạng để tiêu số tiền người Anh thưởng.
Ngày 25 tháng 5 năm 1921, IRA tiến hành chiến dịch lớn nhất trong cuộc xung đột, với 120 thành viên tấn công và đốt Nha thuế quan tại Dublin. Chiến dịch phải trả giá đắt, với 6 thành viên bỏ mạng, 12 người bị thương, 70 người bị bắt. Mặc dù thất bại hiển nhiên như vậy, cuộc tấn công có tác động tâm lý mạnh mẽ lên chính quyền London. Ngày 22 tháng 6, Vua George V, trong một bài diễn văn đọc tại Belfast, đề nghị đàm phán hòa bình ngày 11 tháng 7, cuộc ngưng bắn được công bố.
Tiếp theo cuộc ngưng bắn, các thỏa thuận được đặt ra cho một cuộc đàm phán giữa Chính phủ Anh và các lãnh đạo - dù chưa được thừa nhận, của Cộng hòa Ireland. Ngoài Liên Xô, do nhu cầu tài chính nên công nhận Cộng hòa Ireland về mặt ngoại giao, không một quốc gia nào có động thái tương tự, dù de Valera và một số yếu nhân Mỹ gốc Ireland đã bền bỉ vận động hành lang tại Washington, cũng như tại Hội nghị Versailles bởi Seán T. O'Kelly.
Trong số các thủ lĩnh Ireland lúc đó, Collins có hai địch thủ quan trọng: Cathal Brugha, con người thẳng thắn, nhưng năng lực tầm thường, bộ trưởng Bộ Quốc phòng, người dù trên danh nghĩa chịu trách nhiệm về các vấn đề quân sự, nhưng bị lu mờ bởi Collins (mặc dù danh chính ngôn thuận ông chỉ là Bộ trưởng Bộ Tài chính); người thứ hai là Éamon de Valera, Chủ tịch Dáil Éireann - Nghị viện Ireland.
Trong một bước di làm các quan sát viên phải kinh ngac, de Valera, người trong tháng 8 năm 1921 yêu cầu Dáil tăng quyền hạn của ông ta từ Thủ tướng lên Tổng thống Cộng hòa Ireland, để ông ta có vị thế ngang bằng với vua George V của Anh trên bàn đàm phán, tuyên bố rằng vì Nhà vua không tham gia đàm phán, nên ông ta, với tư cách là Tổng thống, cũng sẽ không tham gia.
Thay vào đó, dù rằng nội các miễn cưỡng chấp thuận, de Valera chỉ định một phái đoàn đàm phán đứng đầu bởi Arthur Griffith, Michael Collins làm phó. Dù rằng trong lòng còn nhiều mối e ngại, vì tin rằng trưởng phái đoàn phải là de Valera, Collins cũng chấp thuận tới London.

## Hiệp ước Anh-Ireland
Đoàn đàm phán Ireland do Arthur Griffith làm chủ tịch và Robert Barton (cùng với Robert Erskine Childers là Tổng thư ký) tới đặt trụ sở tại số 22 Hans Place tại Knightsbridge ngày 11 tháng 10 năm 1921, và ở lại đó cho tới khi kết thúc cuộc đàm phán vào tháng 12. Collins chọn nhà nghỉ riêng tại số 15 Cadogan Gardens. Nhóm tùy viên của ông bao gồm Liam Tobin, Ned Broy và Joe McGrath. Bản thân Collins phản đối việc chỉ định ông làm yếu nhân trong đoàn, vì ông không phải là người lãnh đạo chính phủ, và vì ông không muốn để lộ tung tích của mình với người Anh, phòng trường hợp xung đột nổ ra trở lại, nó sẽ làm giảm hiệu quả của ông trong vai trò thủ lĩnh du kích. Collins biết rằng hiệp định, nhất là vấn đề chia cắt đất nước sẽ khó được chấp thuận tại Ireland, nên khi ký tên vào hiệp định, ông dự báo "tôi đang ký tên vào bản án tử hình của mình"
Cuộc đàm phán đi đến kết quả là Hiệp định Anh-Ireland được ký kết vào ngày 6 tháng 12 năm 1921, mang lại một quốc gia Ireland mới, với tên gọi "Irish Free State" - "Nước Ireland Tự do" (dịch nghĩa từ tiếng Ireland Saorstát Éireann, được dùng trong tiêu đề bức thư mà de Valera dùng, dù ông ta dịch là Cộng hòa Ireland). Nước Ireland Tự do chính thức được thành lập tháng 12 năm 1922.
Bản hiệp ước để ngỏ khả năng 6 hạt miền bắc Ireland có quyền không tham gia thành phần nước Ireland Tự do mới thành lập (và các hạt này ngay tức khắc sử dụng quyền ấy). Nếu điều này xảy ra, một Ủy ban Biên giới sẽ được thành lập để vẽ lại đường biên của Ireland, mà Collins dự tính sẽ giảm diện tích miền Bắc Ireland tới mức về mặt kinh tế nó sẽ khó mà tồn tại được, vì đa phần những người Unionist (người ủng hộ duy trì Ireland như một phần lãnh thổ Anh) sống tập trung trong một khu vực tương đối nhỏ ở phía đông Ulster, nên rốt cuộc nó sẽ phải hợp nhất với Ireland.
Quốc gia non trẻ này sẽ tiếp tục nằm trong Đế quốc Anh, với quyền hành pháp nằm trong tay nhà vua Anh, nhưng thực thi thông qua Hạ viện Ireland gọi là Dáil Éireann, một hệ thống tòa án độc lập, và một nền độc lập vượt xa hơn rất nhiều những gì ông Charles Stewart Parnell hoặc Irish Parliamentary Party (đảng Quốc hội Ireland) từng mong đợi.
Những người Cộng hòa coi đó là sự bán rẻ tổ quốc, thay vì một nhà nước cộng hòa thì Ireland vẫn tiếp tục nằm trong Đế quốc Anh, và người Ireland phải tuyên thệ trung thành với vua Anh. Từ ngữ trong văn bản thực tế thì lời tuyên thệ trung thành là với Nước Ireland Tự do, rồi mới đến lời thề trung thành với nhà vua Anh, như một phần của điều ước trong Hiệp định, chứ không phải là một lời thề duy nhất với nhà vua Anh.
Đảng Sinn Féin bị chia rẽ sâu sắc vì bản hiệp định này, thành viên Dáil tranh cãi quyết liệt trong suốt mười ngày cho tới khi nó được thông qua với 64 phiếu thuận và 57 phiếu chống. Trong quá trình đó, Cathal Brugha tuyên bố Collins không phải là chỉ huy quân sự mà báo chí gọi là "người hùng chiến thắng nước Anh". Sự thực là, Collins là người chịu trách nhiệm chính cho hoạt động của IRA trong suốt cuộc chiến. De Valera gia nhập phe phản đối hiệp ước, không chấp nhận những thỏa hiệp trong đó. Những người công kích ông ta buộc tội de Valera thừa hiểu Hoàng gia Anh thế nào cũng phải có bóng dáng trong bất kỳ bản hiệp định nào được ký, và rằng ông ta đã "non gan" không dám đứng đầu đoàn đàm phán, vì biết trước rằng không thể nào đạt được nền cộng hòa với một bản hòa ước ngắn hạn.

## Chính phủ lâm thời
Theo Hiến pháp thông qua năm 1919, Dáil Éireann được tiếp tục tồn tại. De Valera từ chức tổng thống và vận động tái ứng cử tổng thống (trong một nỗ lực nhằm vô hiệu hóa bản Hiệp ước vừa được thông qua), nhưng thua Arthur Griffith trong cuộc bầu cử. (Griffith xưng là "Chủ tịch Dáil Éireann", chứ không dùng danh xưng "Tổng thống Cộng hòa" như de Valera). Tuy nhiên chính phủ này, hay Aireacht, không có giá trị pháp lý với hiến pháp Anh, nên một chính phủ khác, tồn tại song song, được thành lập, về mặt chính thức tương đương với Hạ viện Nam Ireland.
Chính phủ Lâm thời này được lập ra bởi Collins, bản thân ông trở thành "Chủ tịch Chính phủ lâm thời" (tức Thủ tướng). Ông tiếp tục giữ chức Bộ trưởng Bộ tài chính trong nội các chính phủ cộng hòa của Griffith. Vài ví dụ để nói lên sự phức tạp trong sự thành lập cơ cấu tổ chức này:
- Trên lý thuyết, ông là Thủ tướng Ireland, được bổ nhiệm bởi Hoàng gia Anh, để được bổ nhiệm, ông phải chính thức ra mắt Phó vương Ireland, Edmund Fitzalan-Howard (người lãnh đạo bộ máy hành chính của Anh trên Ireland).
- Với những người theo chủ nghĩa cộng hòa, Collins gặp Fitzalan để chấp nhận sự đầu hàng của Dinh Dublin, nơi đặt chính quyền của Anh trên Ireland.
- Theo người Anh, ông phải gặp Fitzalan để "hôn tay" (tên gọi chính thức nghi lễ phong Bộ trưởng Hoàng gia Anh), dù bản thân buổi ra mắt, chứ không phải lễ ký kết bất kỳ giấy tờ nào, cũng đủ để chính thức công nhận sự bổ nhiệm ông.

Người ta nói rằng Collins đến buổi lễ bị muộn bảy phút, nên Fitzalan tỏ vẻ không hài lòng. Collins đáp trả, "Ngài phải đợi có bảy phút, còn chúng tôi đã phải đợi suốt bảy trăm năm!"
Bản Hiệp định gây rất nhiều tranh cãi tại Ireland. Đầu tiên, Éamon de Valera, Tổng thống Cộng hòa Ireland không hài lòng với việc Collins ký kết thỏa hiệp mà không có sự chuẩn y từ ông ta và nội các chính phủ. Tiếp đến, nội dung bản Hiệp định bị phản bác gay gắt. De Valera và nhiều thành viên phong trào cộng hòa phản đối vị thế của Ireland như một lãnh thổ thuộc Đế quốc Anh và phải tuyên thệ tượng trưng trung thành với vua Anh. Một điều gây bất bình nữa là việc người Anh tiếp tục duy trì quyền kiểm soát các cảng biển ở bờ nam Ireland thông qua Hiệp ước Treaty Ports, cho Hải quân Hoàng gia Anh. Cả hai việc đó đe dọa cho phép người Anh tiếp tục kiểm soát chính sách ngoại giao của Ireland. Gần một nửa thành viên Nghị viện Ireland bỏ phiếu chống lại Hiệp định, được thông qua ngày 7 tháng 1 năm 1922 với 64 phiếu thuận và 57 phiếu chống. Nguy hiểm hơn nữa là đa phần Quân đội Cộng hòa Ireland chống lại Hiệp định, mở ra khả năng nội chiến.
Về sau nhìn lại, thì đáng ngạc nhiên là sự chia cắt Ireland thành Nước Ireland tự do và Bắc Ireland lại không gây nhiều tranh cãi khi đó. Một trong những lý do chính là Collins đã bí mật chuẩn bị để tiến hành một cuộc chiến tranh du kích chống lại Bắc Ireland. Trong suốt những tháng đầu nằm 1922, ông chuyển các toán quân IRA đến biên giới, gửi vũ khí và tiền bạc cho các đơn vị miền bắc của IRA. Trong tháng 5-6 năm 1922, ông và Tham mưu trưởng IRA tướng Liam Lynch tổ chức một chiến dịch dọc theo biên giới, thành phần gồm cả những người ủng hộ và phản đối Hiệp định. Vũ khí mà người Anh cung cấp cho Chính phủ lâm thời của Collins được trao đổi với vũ khí của các đơn vị IRA, sau đó được đưa lên miền bắc. Chiến dịch này chính thức bị hủy bỏ do áp lực từ phía Anh vào ngày 3 tháng 6, và Collins ra tuyên bố "binh sĩ từ 26 hạt miền nam, dù là những người dưới quyền chính phủ (ủng hộ Hiệp định) hay những người thuộc IRA Executive (Ban chấp hành IRA - phản đối Hiệp định) không được phép xâm chiếm 6 hạt miền bắc". Tuy nhiên, các cuộc tấn công lẻ tẻ không gây tiếng vang của IRA tại miền biên tiếp tục diễn ra. Các hoạt động này bị ngưng lại khi nội chiến bùng nổ ở miền nam, nhưng nếu như Collins còn sống, khả năng lớn là ông sẽ cho tiến hành cuộc chiến tranh du kích toàn diện chống lại Bắc Ireland. Đó là lý do vì sao phần lớn các toán quân IRA miền bắc ủng hộ Collins, và có 524 người chuyển về miền nam gia nhập Quân đội Quốc gia của chính phủ trong cuộc nội chiến.
Trong những tháng chuẩn bị nổ ra nội chiến tháng 6 năm 1922, Collins cố gắng tuyệt vọng để hàn gắn rạn nứt nhằm ngăn chặn chiến tranh. De Valera, sau khi phản đối Hiệp ước trong Nghị viện, rút khỏi nghị viện cùng với những người ủng hộ của mình. Collins tìm cách đạt được một thỏa thuận, theo đó hai phái trong Sinn Féin, ủng hộ và phản đối Hiệp định, sẽ thống nhất vận động tranh cử cuộc bầu cử đầu tiên của Quốc gia Ireland tự do, và lập chính phủ liên hiệp.
Collins đề xuất là Quốc gia Tự do trong tương lai này sẽ có một hiến pháp cộng hòa, không đề cập gì đến vua Anh cả, và như vậy không phải bác bỏ bản Hiệp định, một thỏa thuận khả dĩ cho hầu hết mọi người, chỉ trừ những người cộng hòa ương bướng nhất. Để khuyến khích sự phát triển quân đội, ông thành lập "ủy ban tái thống nhất quân đội" với đại biểu từ cả hai phe ủng hộ và chống Hiệp định. Ông cũng nỗ lực sử dụng hội kín Huynh đệ Cộng hòa Ireland mà ông là chủ tịch, để buộc các chỉ huy IRA chấp nhận Hiệp định. Tuy nhiên chính quyền Anh bác bỏ đề xuất hiến pháp cộng hòa, đe dọa cấm vận kinh tế, vì họ cho rằng họ đã ký kết hiệp định với thiện ý, và các điều khoản trong đó không thể bị thay đổi. Vì vậy Collins không thể nào thỏa hiệp được với phe phản đối Hiệp ước, với Ban chấp hành Quân đội - Army Executive của họ quyết định trong tháng 3 năm 1922 là họ sẽ bất phục tùng Quốc hội.

## Nội chiến
Ngày 22 tháng 4 năm 1922, một toán quân IRA gồm 200 người phản đối Hiệp định chiếm khu Four Courts-Trụ sở Tòa án tại Dublin, ra mặt thách thức Chính phủ lâm thời. Collins vì muốn tránh nội chiến với mọi giá, không cho tiến hành bất kỳ hoạt động nào để đàn áp, cho tới ngày 22 tháng 6 năm 1922, vì muốn biết kết quả cuộc tổng tuyển cử (với kết quả thuận lợi cho phe của ông). Người Anh cũng gia tăng áp lực lên ông, ngày 22 tháng 6 năm 1922, Huân tước Henry Wilson, cựu Thống chế Anh, Cố vấn quân sự cho Tử tước James Craig, lãnh đạo chính quyền Bắc Ireland  bị hai thành viên IRA bắn chết tại Belgravia, London. Khi đó, người ta cho rằng người của phe phản đối Hiệp định phải chịu trách nhiệm và Thủ tướng Anh lúc đó David Lloyd George thông báo với Collins là nếu ông không hành động chống lại phe nổi loạn tại Four Courts, ông ta (Lloyd George) sẽ phải sử dụng đến binh lính Anh.
Trên thực tế, chính Collins ra lệnh ám sát Wilson vì ông ta đã không làm gì để ngăn chặn những cuộc tấn công người theo Công giáo La Mã tại Bắc Ireland. Joe Dolan — thành viên "Tiểu đội" hay đội ám sát của Collins, trong cuộc Chiến tranh giành độc lập và từ 1922 là đại tá trong Quân đội Quốc gia, trong những năm 1950, cho biết là Collins ra lệnh cho ông tìm cách giải cứu hai tay súng đó trước khi họ bị hành quyết. Dù thế nào đi chăng nữa, thì Collins cũng buộc phải hành động chống lại nhóm quân vũ trang tại Four Courts, và hành động khiêu khích cuối cùng khiến xung đột nổ ra khi họ bắt cóc tướng J.J. O'Connell của chính phủ lâm thời. Sau khi nỗ lực một lần cuối cùng nhằm thuyết phục phe nổi loạn rời bỏ khu vực Tòa án, Collins mang hai khẩu pháo cỡ nòng 18 (mượn từ quân Anh) và cho bắn phá khu Four Courts cho tới khi phe nổi loạn phải hạ vũ khí đầu hàng.
Sự kiện đó dẫn đến cuộc Nội chiến Ireland, được biết đến với tên gọi Trận chiến Dublin (1922) giữa phe IRA phản đối Hiệp định và quân chính phủ lâm thời. Dưới sự chỉ huy của Collins, quân chính phủ nhanh chóng giành quyền kiểm soát thủ đô. Trong những tuần tiếp theo, quân chính phủ đánh bật IRA khỏi các căn cứ của họ buộc họ phải chạy về vùng nông thôn.
Tới tháng 7 năm 1922, phe phản đối Hiệp định vẫn còn kiểm soát được tỉnh miền nam Munster và một vài khu vực ở nông thôn. De Valera và những nghị sĩ phản đối Hiệp định ngả theo phe phản đối Hiệp định thuộc IRA. Tới giữa năm 1922, Collins trên thực tế rời bỏ chức vụ Chủ tịch Chính phủ lâm thời để đảm nhiệm nhiệm vụ Tổng chỉ huy Quân đội quốc gia, là quân đội chính quy được thành lập với hạt nhân là thành viên IRA ủng hộ Hiệp định. Quân chính phủ được vũ trang và cung cấp tài chính bởi chính phủ Anh, nhanh chóng phát triển để chiến đấu trong cuộc nội chiến. Collins, cùng với Richard Mulcahy và Eoin O'Duffy quyết định tiến hành một cuộc đổ bộ đường biển vào khu vực do phe nổi loạn kiểm soát để tái chiếm Munster và vùng phía tây Ireland trong khoảng tháng 7, tháng 8 năm 1922. Đây là thắng lợi lớn nhất mà quân chính phủ giành được trong cuộc chiến, họ tiến hành đổ bộ đường biển vào ngoại vi thị trấn Cork, bất ngờ tấn công và đánh đuổi IRA phải chạy vào vùng nông thôn xung quanh trong những ngày kế tiếp. Để chỉ huy, Collins trở về vùng Cork quê hương ông, mặc dù bạn bè can gián, còn bản thân ông đang bị dau dạ dày và trầm cảm. Collins nói với các đồng chí của mình: "họ sẽ không bắn vào tôi ngay tại quê tôi".
Người ta băn khoăn, tại sao Collins lại tự đặt mình vào thế nguy hiểm khi đi về miền nam, mặc dù nhiều vùng ở miền nam vẫn còn nằm trong tay lực lượng thù địch. Sử gia Michael Hopkinson nói có 'nhiều lời kể' là Collins muốn gặp các thủ lĩnh phe Cộng hòa để thương lượng chấm dứt cuộc chiến. Tại Cork, ông gặp thành viên trung lập của IRA là Sean Hegarty và Florrie O'Donoghue, với mục đích liên hệ các thủ lĩnh IRA phản đối Hiệp định là Tom Barry và Tom Hales để đề xuất ngưng bắn. Hopkinson xác nhận là mặc dù Éamon de Valera có mặt ở vùng phía tây Cork khi đó, 'không có bằng chứng nào chứng tỏ có khả năng cuộc gặp mặt giữa de Valera và Collins sẽ diễn ra'.
Nhật ký của Collins phác thảo kế hoạch hòa bình: phe Cộng hòa phải 'chấp nhận quyết định của Nhân dân' về bản Hiệp định, nhưng phải 'về nhà mà không mang theo vũ khí'. 'Chúng ta không đòi hỏi họ phải từ bỏ nguyên tắc của họ'. Ông lập luận là Chính phủ lâm thời đang bảo vệ 'quyền lợi của nhân dân' và sẽ tiếp tục làm như vậy. 'Chúng ta muốn tránh thiệt hại không đáng có về người và của. Nhưng chúng ta không muốn giảm nhẹ sai lầm của họ bằng những hành động chỉ vừa đủ cương quyết'. Nếu phe Cộng hòa không chịu chấp thuận đề nghị của ông, 'họ phải chịu hoàn toàn trách nhiệm về những sinh mạng bị giết.

## Cái chết
Bức ảnh cuối cùng được biết đến của ông được chụp khi ông đang trên đường đi ngang qua Bandon, hạt Cork, ngồi trên xe quân sự. Bức ảnh chụp ông ở ngoài Khách sạn Devonshire Arms (nay là Munster Arms) ngày 22 tháng 8 năm 1922.
Trên đường đến Bandon, tại làng Béal na mBláth (tiếng Ireland là "miệng hoa"), đoàn xe chở Collins dừng lại để hỏi đường. Tuy nhiên, người mà họ hỏi đường, Dinny Long, lại là một thành viên địa phương của phe chống Hiệp định. Họ tổ chức phục kích đoàn xe trên đường trở về thị trấn Cork, biết rằng Collins sẽ dùng chính con đường này, vì hai con đường khác dẫn về Cork từ Bandon đã bị phe Cộng hòa phá hoại. Nhóm phục kích, được chỉ huy bởi Liam Deasy, đã bỏ gần hết vào quán rượu gần đó vào lúc 8 giờ sáng khi Collins và đoàn tùy tùng quay trở lại Beal na mBlath, nhưng 5 thành viên còn lại của toán phục kích vẫn nổ súng vào đoàn xe. Toán phục kích đã đặt mìn trên con đường, và có lẽ đã có thể giết nhiều người hơn từ đoàn tùy tùng của Collins, nhưng họ đã gỡ mìn khi cuộc chạm trán nổ ra..
Collins bị giết chết trong cuộc trạm súng kéo dài chừng 40 phút, từ 8:00 đến 8:40 sáng. Ông là thương vong duy nhất trong cuộc đụng độ này. Khi đó ông hạ lệnh cho dừng xe và nổ súng bắn lại, thay vì giải pháp an toàn hơn là tiếp tục phóng xe đi tiếp, hoặc là chuyển sang ngồi sang chiếc xe bọc thép đi cùng, như phụ tá của ông, Emmet Dalton, khuyên. Ông bị bắn chết khi đang bắn lại những kẻ phục kích, thi thể của ông được chuyển về Cork, khi đó ông mới có 31 tuổi.
Người ta không đạt được đồng thuận về việc ai đã bắn chết ông. Tài liệu gần đây nhất cho rằng ông bị bắn bởi Denis ("Sonny") O'Neill, một thành viên phe chống Hiệp định và nguyên là xạ thủ trong quân đội Anh, chết năm 1950. Điều này được công nhận bởi những người chứng kiến tham gia cuộc phục kích, O'Neill sử dụng loại đạn dum-dum, vỡ tung khi chạm đích, và gây ra vết thương rộng hoác trên sọ Collins. Ông ta ném số đạn còn lại sau cuộc phục kích, vì sợ quân chính phủ sẽ trả thù. Thi thể của Collins được binh lính của ông mang về Cork, rồi từ đó chuyển về Dublin bằng đường thủy, vì họ e ngại thi thể sẽ bị đánh cướp nếu chuyển bằng đường bộ. Hàng chục ngàn người đến viếng linh cữu của ông tại Tòa Thị chính Dublin trong suốt 3 ngày. Đám tang của ông được cử hành tại Thánh đường Dublin, với nhiều yếu nhân ngoại quốc và Ireland tới dự.
Cái chết của Collins làm dấy lên nhiều giả thuyết tại Ireland, và ngay cả nguồn gốc kẻ sát nhân cũng là chủ đề tranh cãi. Một số người Cộng hòa cương quyết cho rằng Collins bị giết bởi một 'điệp viên' Anh. Một số người ủng hộ Hiệp định cho là Éamon de Valera ra lệnh ám sát ông. Những người khác cho là ông bị bắn bởi chính một trong số các binh lính trong đoàn, Jock McPeak, người 3 tháng sau cuộc ám sát đào ngũ sang phe Cộng hòa với một xe bọc thép. Tuy nhiên, sử gia Meda Ryan, người nghiên cứu sâu sát sự kiện này thì kết luận các thuyết trên không có căn cứ, 'Michael Collins bị bắn bởi một thành viên Cộng hòa, người kể lại (trong đêm xảy ra cuộc phục kích), "Tôi hạ được một tên"'. Liam Deasy, chỉ huy cuộc phục kích, cũng nói, 'chúng ta đều biết là đấy là viên đạn của Sonny Neill'.

## Các bộ phim về Michael Collins
Một bộ phim được tiểu thuyết hóa về cuộc đời Collins' được làm năm 1936, với tên Beloved Enemy - Kẻ thù được yêu dấu, với David Niven thủ vai một sĩ quan Anh. Tuy nhiên không giống như Michael Collins ngoài đời, nhân vật Collins "Dennis Riordan" (đóng bởi Brian Aherne) bị bắn nhưng bình phục sau đó.
Một bộ phim tài liệu Anh bởi Kenneth Griffith, Hang Up Your Brightest Colours được làm theo đơn đặt hàng của ITV năm 1973, nhưng không được chiếu. Cuối cùng thì bộ phim cũng được chiếu bởi BBC tại xứ Wales năm 1993 rồi trên toàn Vương Quốc Anh vào năm sau.
Một bộ phim tài liệu của Cộng hòa Ireland bởi Colm Connolly cho hãng RTE Television năm 1989 với tên The Shadow of Beal Béalnabláth với nội dung về cái chết của Collins.
Một bộ phim truyền hình The Treaty - Hiệp định, được sản xuất năm 1991, với Brendan Gleeson đóng vai Collins và Ian Bannen đóng vai Lloyd George - thủ tướng Anh. {Nghịch lý là Gleeson thủ vai trợ lý của Collins là Liam Tobin trong bộ phim "Michael Collins"!}
Năm 1996, đạo diễn Neil Jordan sản xuất bộ phim Michael Collins, với Liam Neeson thủ vai chính, Julia Roberts đóng vai vợ chưa cưới của Collins Kitty Kiernan. Bộ phim được hoan nghênh vì giúp truyền bá hình ảnh Michael Collins tới khán giả quốc tế, nhưng một số sử gia chỉ trích bộ phim đã dựng lên một số sự kiện lịch sử không có thật.

## Sách tham khảo
- O'Connor, Frank (1937). The Big Fellow. ISBN 0-312-18050-0.
- Beaslai, Piaras. Life of Collins.
- O'Connor, Batt (1996). With Michael Collins.
- Talbot, Hayden. Michael Collins' Own Story.
- Taylor, Rex (ngày 1 tháng 1 năm 1961). Michael Collins.
- Collins, Michael (1922). The Path to Freedom.
- Coogan, Tim Pat (1990). Michael Collins: The Man Who Made Ireland.
- (tiếng Anh) Michael Collins Centre Lưu trữ ngày 1 tháng 3 năm 2012 tại Wayback Machine
- (tiếng Anh) Collins 22 Society